# Наомі Броді

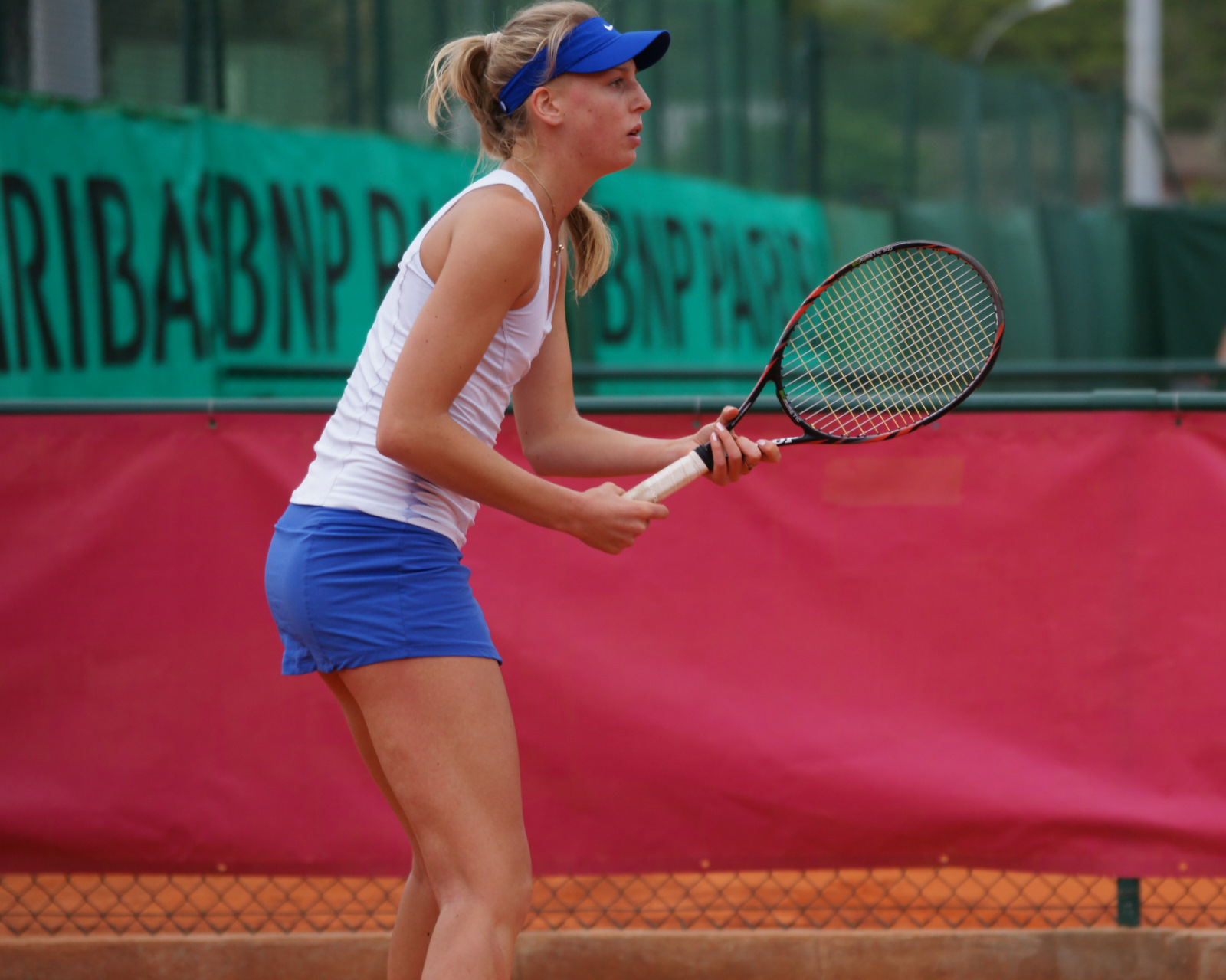
Броді на Open GDF Suez 2012

Наомі Броді (англ. Naomi Broady, [ˈbroʊdi]; нар. 28 лютого 1990, Стокпорт) — британська тенісистка.
Здобула один парний титул туру WTA, біля тридцяти титулів туру ITF.
Найвищу одиночну позицію світового рейтингу — 76 місце досягла 7 березня 2016, парну — 56 місце — 22 травня 2017 року.

## Фінали турнірів WTA

### Парний розряд: 2 (1 титул, 1 поразка)
| Легенда                             |
| ----------------------------------- |
| Турніри Великого шолома (0–0)       |
| Tour Championships (0–0)            |
| Premier Mandatory & Premier 5 (0–0) |
| Premier (0–0)                       |
| International (1–1)                 |

| Фінали за покриттям |
| ------------------- |
| Тверде (1–1)        |
| Ґрунт (0–0)         |
| Трава (0–0)         |
| Килим (0–0)         |

| Результат | W–L | Дата | Турнір                     | Категорія     | Покриття | Партнер             | Опоненти                       | Рахунок          |
| --------- | --- | ---- | -------------------------- | ------------- | -------- | ------------------- | ------------------------------ | ---------------- |
| Поразка   | 0–1 | 2016 | Hong Kong Tennis Open, КНР | International | Тверде   | Гезер Вотсон        | Чжань Хаоцін Латіша Чжань      | 3–6, 1–6         |
| Перемога  | 1–1 | 2018 | Monterrey Open, Мексика    | International | Тверде   | Сара Соррібес Тормо | Дезіре Кравчик Джуліана Ольмос | 3–6, 6–4, [10–8] |

## Фінали WTA 125K series

### Парний розряд: 2 (2 поразки)
| Результат | W–L | Дата | Турнір              | Покриття  | Партнер       | Опонент                                        | Рахунок             |
| --------- | --- | ---- | ------------------- | --------- | ------------- | ---------------------------------------------- | ------------------- |
| Поразка   | 0–1 | 2017 | WTA Taipei, Тайвань | Килим (i) | Монік Адамчак | Вероніка Кудерметова Соболенко Аріна Сергіївна | 6–2, 6–7(5), [6–10] |
| Поразка   | 0–2 | 2018 | Zhengzhou Open, КНР | Тверде    | Яніна Вікмаєр | Дуань Їнїн Ван Яфань                           | 6–7(5), 3–6         |

## Фінали ITF

### Одиночний розряд: 19 (9 титулів, 10 поразок)
| Легенда                |
| ---------------------- |
| Турніри $100,000 (1–1) |
| Турніри $75,000 (0–1)  |
| Турніри $50,000 (1–0)  |
| Турніри $25,000 (3–2)  |
| Турніри $10,000 (4–6)  |

| Фінали за покриттям |
| ------------------- |
| Тверде (8–8)        |
| Ґрунт (0–2)         |
| Трава (1–0)         |
| Килим (0–0)         |

| Результат | W–L  | Дата     | Турнір                         | Tier    | Покриття   | Опонент                     | Рахунок             |
| --------- | ---- | -------- | ------------------------------ | ------- | ---------- | --------------------------- | ------------------- |
| Перемога  | 1–0  | Лют 2009 | ITF Grenoble, Франція          | 10,000  | Тверде (i) | Юлія Федосова               | 6–4, 6–2            |
| Поразка   | 1–1  | Тра 2009 | ITF Edinburgh, Great Britain   | 10,000  | Ґрунт      | Тімеа Бабош                 | 4–6, 7–6(3), 6–7(8) |
| Перемога  | 2–1  | Лис 2009 | ITF Пуебла, Мексика            | 25,000  | Тверде     | Айла Том'янович             | 7–6(4), 6–3         |
| Перемога  | 3–1  | Гру 2009 | ITF Havana, Куба               | 10,000  | Тверде     | Yana Koroleva               | 6–2, 6–0            |
| Перемога  | 4–1  | Гру 2009 | ITF Havana, Куба               | 10,000  | Тверде     | Valentine Confalonieri      | 6–2, 6–2            |
| Поразка   | 4–2  | Вер 2010 | ITF Мадрид, Іспанія            | 10,000  | Тверде     | Марта Сироткіна             | 6–4, 4–6, 4–6       |
| Поразка   | 4–3  | Січ 2011 | ITF Glasgow, Scotland          | 10,000  | Тверде (i) | Джасміна Тінджич            | 2–6, 2–6            |
| Поразка   | 4–4  | Січ 2011 | ITF Grenoble, Франція          | 25,000  | Тверде (i) | Марта Домаховська           | 4–6, 4–6            |
| Поразка   | 4–5  | Тра 2011 | ITF Izmir, Туреччина           | 25,000  | Тверде     | Міхаела Бузернеску          | 5–7, 4–6            |
| Поразка   | 4–6  | Кві 2012 | ITF Bournemouth, Great Britain | 10,000  | Ґрунт      | Джейд Віндлі                | 3–6, 1–6            |
| Поразка   | 4–7  | Бер 2013 | ITF Sharm El Sheikh, Єгипет    | 10,000  | Тверде     | Daria Mironova              | 6–7(2), 6–2, 6–7(4) |
| Поразка   | 4–8  | Бер 2014 | ITF Sharm El Sheikh, Єгипет    | 10,000  | Тверде     | Віталія Дяченко             | 6–3, 4–6, 1–6       |
| Перемога  | 5–8  | Бер 2014 | ITF Sharm El Sheikh, Єгипет    | 10,000  | Тверде     | Дяченко Віталія Анатоліївна | 6–2, 3–0 ret.       |
| Перемога  | 6–8  | Кві 2014 | ITF Namangan, Узбекистан       | 25,000  | Тверде     | Нігіна Абдураїмова          | 6–3, 6–4            |
| Перемога  | 7–8  | Тра 2014 | ITF Fukuoka, Японія            | 50,000  | Трава      | Крістіна Плішкова           | 5–7, 6–3, 6–4       |
| Перемога  | 8–8  | Сер 2015 | ITF Landisville, США           | 25,000  | Тверде     | Robin Anderson              | 4–6, 6–4, 7–6(5)    |
| Поразка   | 8–9  | Вер 2015 | ITF Albuquerque, США           | 75,000  | Тверде     | Міхаелла Крайчек            | 7–6(2), 6–7(3), 5–7 |
| Перемога  | 9–9  | Лют 2016 | ITF Midland, США               | 100,000 | Тверде (i) | Робін Андерсон              | 6–7(6), 6–0, 6–2    |
| Поразка   | 9–10 | Лют 2017 | ITF Midland, США               | 100,000 | Тверде (i) | Татьяна Марія               | 4–6, 7–6(6), 4–6    |

### Парний розряд: 35 (20 титулів, 15 поразок)
| Легенда                               |
| ------------------------------------- |
| Турніри $100,000 (1–4)                |
| $75,000 (1–0) / Турніри $80,000 (0–0) |
| $50,000 (2–4) / Турніри $60,000 (3–0) |
| Турніри $25,000 (9–6)                 |
| Турніри $10,000 (4–1)                 |

| Фінали за покриттям |
| ------------------- |
| Тверде (11–11)      |
| Ґрунт (3–1)         |
| Трава (1–3)         |
| Килим (5–0)         |

| Результат | W–L   | Дата     | Турнір                             | Tier    | Покриття   | Партнер             | Опоненти                                         | Рахунок             |
| --------- | ----- | -------- | ---------------------------------- | ------- | ---------- | ------------------- | ------------------------------------------------ | ------------------- |
| Перемога  | 1–0   | Лис 2007 | ITF Redbridge, Great Britain       | 10,000  | Тверде (i) | Patrycja Sanduska   | Daniëlle Harmsen Renée Reinhard                  | 0–6, 6–1, [10–5]    |
| Перемога  | 2–0   | Кві 2008 | ITF Bol, Хорватія                  | 10,000  | Ґрунт      | Амра Садікович      | Tina Obrez Аня Прислан                           | 6–4, 6–3            |
| Перемога  | 3–0   | Тра 2009 | ITF Edinburgh, Great Britain       | 10,000  | Ґрунт      | Elizabeth Thomas    | Helene Auensen Volha Duko                        | 3–6, 6–3, [10–7]    |
| Поразка   | 3–1   | Чер 2010 | ITF Nottingham, Great Britain      | 50,000  | Трава      | Кеті О'Браєн        | Сара Борвелл Ракел Атаво                         | 3–6, 6–2, [7–10]    |
| Перемога  | 4–1   | Вер 2010 | ITF Мадрид, Іспанія                | 10,000  | Тверде     | Емілі Веблі-Сміт    | Jennifer Ren Марта Сироткіна                     | 6–2, 6–3            |
| Поразка   | 4–2   | Кві 2011 | ITF Карші, Узбекистан              | 25,000  | Тверде     | Ізабелла Голланд    | Тетяна Ареф'єва Євгенія Пашкова                  | 7–6(1), 5–7, [7–10] |
| Перемога  | 5–2   | Тра 2011 | ITF Izmir, Туреччина               | 25,000  | Тверде     | Ліза Вайбурн        | Міхаела Бузернеску Тереза Мрдежа                 | 3–6, 7–6(4), [10–7] |
| Перемога  | 6–2   | Лис 2011 | ITF Opole, Польща                  | 25,000  | Килим (i)  | Крістіна Младенович | Паула Каня Магда Лінетт                          | 7–6(5), 6–4         |
| Перемога  | 7–2   | Лис 2011 | ITF Братислава, Словаччина         | 25,000  | Тверде (i) | Крістіна Младенович | Кароліна Плішкова Крістіна Плішкова              | 5–7, 6–4, [10–2]    |
| Поразка   | 7–3   | Бер 2012 | ITF Clearwater, США                | 25,000  | Тверде     | Гезер Вотсон        | Екатеріне Горгодзе Альона Сотникова              | 3–6, 2–6            |
| Поразка   | 7–4   | Кві 2012 | ITF Namangan, Узбекистан           | 25,000  | Тверде     | Паула Каня          | Оксана Калашникова Сироткіна Марта Олександрівна | 2–6, 5–7            |
| Поразка   | 7–5   | Тра 2012 | ITF Saint-Gaudens, Франція         | 50,000  | Ґрунт      | Юлія Глушко         | Весна Долонц Ірина Хромачова                     | 2–6, 0–6            |
| Поразка   | 7–6   | Бер 2013 | ITF Sharm El Sheikh, Єгипет        | 10,000  | Тверде     | Ана Веселинович     | Ilka Csöregi Зара Разафімахатратра               | 5–7, 3–6            |
| Перемога  | 8–6   | Тра 2013 | ITF Балікпапан, Індонезія          | 25,000  | Тверде     | Теодора Мирчич      | Чень Ї Сюй Їфань                                 | 6–3, 6–3            |
| Перемога  | 9–6   | Тра 2013 | ITF Tarakan, Індонезія             | 25,000  | Тверде (i) | Теодора Мирчич      | Тан Хаочень Тянь Жань                            | 6–2, 1–6, [10–5]    |
| Перемога  | 10–6  | Лип 2013 | ITF Sacramento, США                | 50,000  | Тверде     | Сторм Сендерз       | Robin Anderson Лорен Ембрі                       | 6–3, 6–4            |
| Поразка   | 10–7  | Лип 2013 | ITF Yakima, США                    | 50,000  | Тверде     | Ірина Фалконі       | Джан Абаза Еллі Вілл                             | 5–7, 6–3, [3–10]    |
| Перемога  | 11–7  | Жов 2013 | ITF Lagos, Нігерія                 | 25,000  | Тверде     | Емілі Веблі-Сміт    | Фатіма Ан-Набхані Крістіна Діну                  | 3–6, 6–4, [10–7]    |
| Перемога  | 12–7  | Лис 2013 | ITF Barnstaple, Great Britain      | 75,000  | Тверде (i) | Крістина Плішкова   | Ралука Олару Таміра Пашек                        | 6–3, 3–6, [10–5]    |
| Поразка   | 12–8  | Лют 2014 | ITF Nottingham, Great Britain      | 25,000  | Тверде (i) | Рената Ворачова     | Джоселін Рей Анна Сміт                           | 6–7(6), 4–6         |
| Поразка   | 12–9  | Тра 2014 | ITF Фукуока, Японія                | 50,000  | Трава      | Елені Даніліду      | Аояма Сюко Ходзумі Ері                           | 3–6, 4–6            |
| Поразка   | 12–10 | Кві 2015 | ITF Barnstaple, Great Britain      | 25,000  | Тверде (i) | Катерина Бичкова    | Стефані Форец Ана Врлич                          | 2–6, 7–5, [7–10]    |
| Перемога  | 13–10 | Тра 2015 | ITF Фукуока, Японія                | 50,000  | Трава      | Крістина Плішкова   | Ходзумі Ері Намігата Дзюнрі                      | 6–3, 6–4            |
| Поразка   | 13–11 | Лют 2016 | ITF Midland, США                   | 100,000 | Тверде (i) | Шелбі Роджерс       | Кетрін Белліс Інгрід Ніл                         | 2–6, 4–6            |
| Перемога  | 14–11 | Тра 2017 | ITF Trnava, Словаччина             | 100,000 | Ґрунт      | Гезер Вотсон        | Чжуан Цзяжун Рената Ворачова                     | 6–3, 6–2            |
| Поразка   | 14–12 | Лип 2017 | ITF Nur-Sultan, Казахстан          | 100,000 | Тверде     | Їсалін Бонавентюре  | Натела Дзаламідзе Вероніка Кудерметова           | 2–6, 0–6            |
| Перемога  | 15–12 | Тра 2018 | ITF Фукуока, Японія                | 60,000  | Килим      | Ейжа Мугаммад       | Тара Мур Амра Садікович                          | 6–2, 6–0            |
| Перемога  | 16–12 | Тра 2018 | ITF Kurume, Японія                 | 60,000  | Килим      | Ейжа Мугаммад       | Кейті Данн Ебігейл Тере-Апіса                    | 6–2, 6–4            |
| Поразка   | 16–13 | Чер 2018 | ITF Manchester, Great Britain      | 100,000 | Трава      | Ейжа Мугаммад       | Луксіка Кумхум Прартхана Томбаре                 | 6–7(5), 3–6         |
| Перемога  | 17–13 | Вер 2018 | ITF Лаббок, США                    | 25,000  | Тверде     | Надія Подороська    | Vladica Babić Гейлі Картер                       | 3–6, 6–2, [10–8]    |
| Перемога  | 18–13 | Тра 2019 | ITF Фукуока, Японія                | 60,000  | Килим      | Гетер Вотсон        | Крісті Ан Елісон Бай                             | w/o                 |
| Перемога  | 19–13 | Тра 2019 | ITF Karuizawa, Японія              | 25,000  | Килим      | Окуно Аяка          | Хаясі Еріна Коборі Момоко                        | 6–3, 2–6, [10–7]    |
| Поразка   | 19–14 | Сер 2019 | ITF Vancouver, Канада              | 100,000 | Тверде     | Ерін Рутліфф        | Хібіно Нао Като Мію                              | 2–6, 2–6            |
| Перемога  | 20–14 | Жов 2019 | ITF Cherbourg-en-Cotentin, Франція | 25,000  | Тверде (i) | Саманта Мюррі       | Міртій Жорж Kimberley Zimmermann                 | 6–3, 6–2            |
| Поразка   | 20–15 | Лют 2021 | ITF Potchefstroom, ПАР             | 25,000  | Тверде     | Еден Сілва          | Леслі Паттінама Кергов Бібіана Схофс             | 6–4, 3–6, [6–10]    |

## Виступи в одиночних турнірах Великого шолома

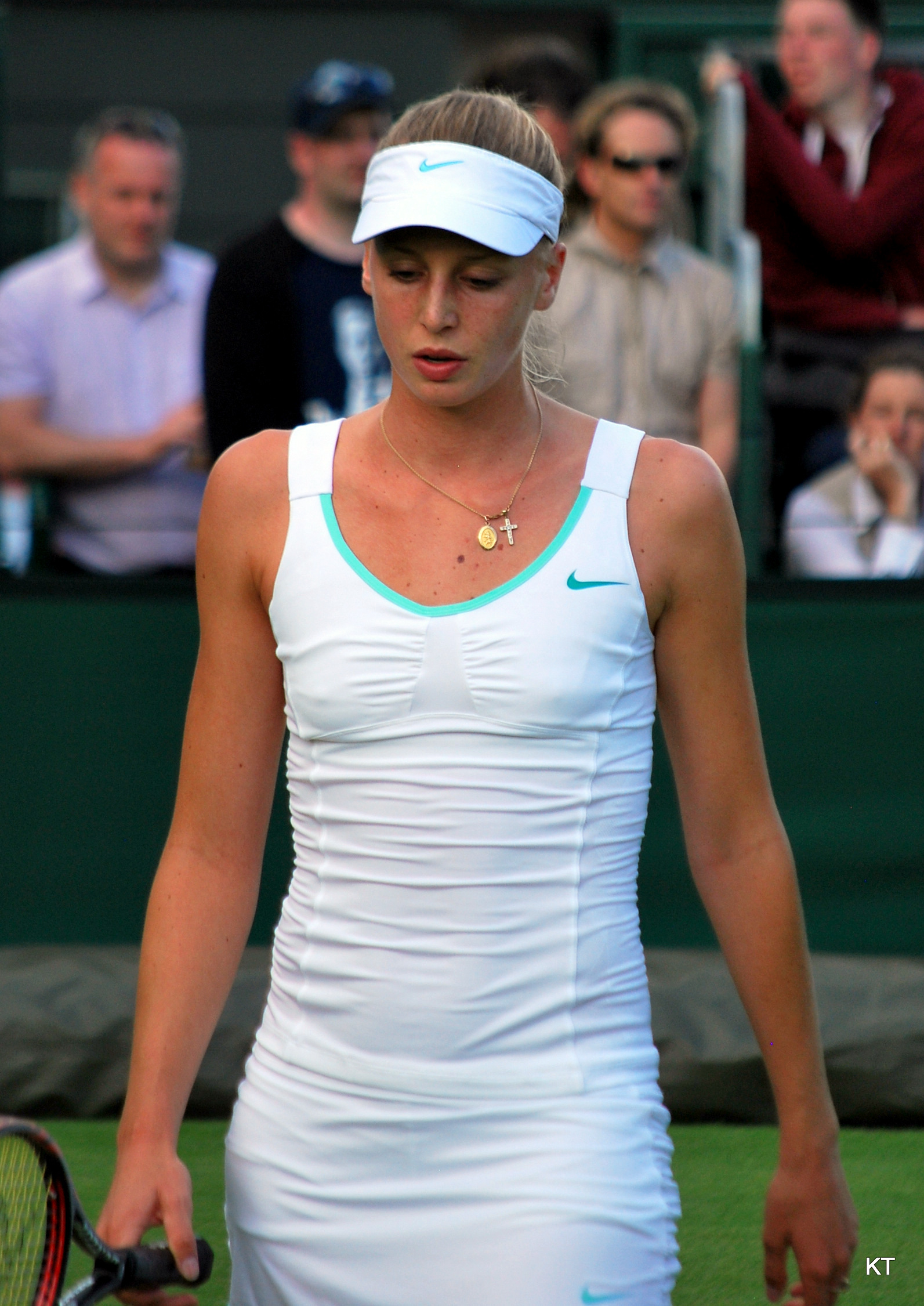
Broady at the Вімблдонський турнір 2012

| Турнір                                 | 2008 | 2009 | 2010 | 2011 | 2012 | 2013 | 2014 | 2015 | 2016 | 2017 | 2018 | 2019 | W–L  |
| -------------------------------------- | ---- | ---- | ---- | ---- | ---- | ---- | ---- | ---- | ---- | ---- | ---- | ---- | ---- |
| Відкритий чемпіонат Австралії з тенісу |      |      |      |      | К2р  |      |      | К1р  | К1р  | 1р   | К1р  | К1р  | 0–1  |
| Відкритий чемпіонат Франції з тенісу   |      |      |      |      | К1р  |      |      | К2р  | 1р   | К1р  |      |      | 0–1  |
| Вімблдонський турнір                   | К1р  | К1р  | К1р  | 1р   | 1р   | К2р  | 2р   | 1р   | 1р   | 1р   | 1р   | К1р  | 1–7  |
| Відкритий чемпіонат США з тенісу       |      |      |      | К3р  | К1р  |      | К1р  | К3р  | 2р   | К3р  | К2р  |      | 1–1  |
| Перемоги-Поразки                       | 0–0  | 0–0  | 0–0  | 0–1  | 0–1  | 0–0  | 1–1  | 0–1  | 1–3  | 0–2  | 0–1  | 0–0  | 2–10 |